# Gallaway
Gallaway é uma cidade localizada no estado norte-americano de Tennessee, no Condado de Fayette.

## Demografia
Segundo o censo norte-americano de 2000, a sua população era de 666 habitantes.
Em 2006, foi estimada uma população de 709, um aumento de 43 (6.5%).

## Geografia
De acordo com o United States Census Bureau tem uma área de
9,2 km², dos quais 9,2 km² cobertos por terra e 0,0 km² cobertos por água. Gallaway localiza-se a aproximadamente 86 m acima do nível do mar.

## Localidades na vizinhança
O diagrama seguinte representa as localidades num raio de 16 km ao redor de Gallaway.